# Water Lily
「Water Lily」（ウォーター・リリー）は、LAMP IN TERRENの3枚目の会場限定シングル。2018年8月19日にA-Sketchから発売された。

## 解説
前作「New Clothes」より約2ヶ月ぶり、CDシングルとしては「New Clothes/Dreams」より約4ヶ月ぶりとなる会場限定シングル。
復活作となる本作は松本大（Vo, G）がポリープ除去手術後にレコーディングした新曲2曲が収録されている。
8月19日に日比谷野外大音楽堂で開催される"LAMP IN TERREN 夏の野外ワンマンライブ「ARCH」"より、通信販売は8月24日(金)12:00〜よりオフィシャル・サイトにて販売開始となる。また、8月24日(金)0時より各種ダウンロード・サブスクリプションサービスサイトにて配信開始された。

## 収録曲
全楽曲作詞・作曲∶松本大
1. Water Lily [4:29]
2. 亡霊と影 [4:18]

## 収録アルバム
- The Naked Blues（2018年12月5日）
  - Water Lily #11
  - 亡霊と影 #7